# Nicole Hohloch

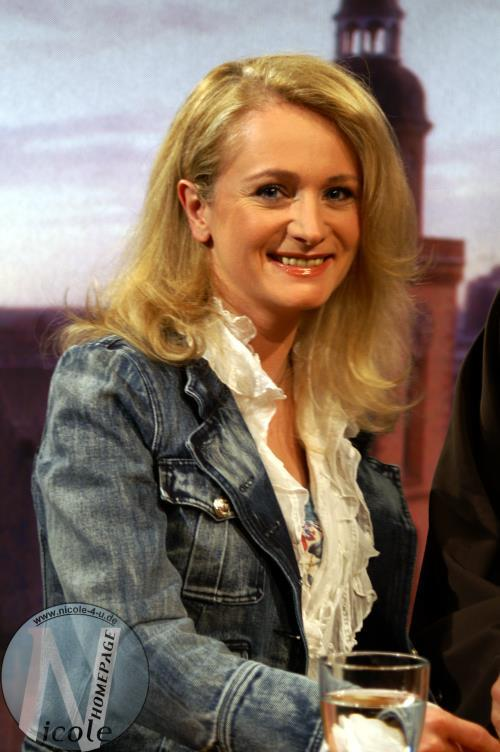
Nicole în 2005

Nicole (Nicole Seibert), (n. Nicole Hohloch, n. 25 octombrie 1964, Saarbrücken, Germania) este o cântăreață germană care a câștigat concursul muzical Eurovision 1982 cu piesa Ein bißchen Frieden.